# Ботанічний сад Буенос-Айреса
Ботанічний сад Буенос-Айреса або Ботанічний сад «Карлос Тейс» (ісп. Jardín Botánico Carlos Thays de la Ciudad Autónoma de Buenos Aires) — ботанічний сад у Буенос-Айресі (Аргентина).
Код ботанічного саду: BAJ. Директор ботанічного саду — Грасіела Баррейро.

## Опис

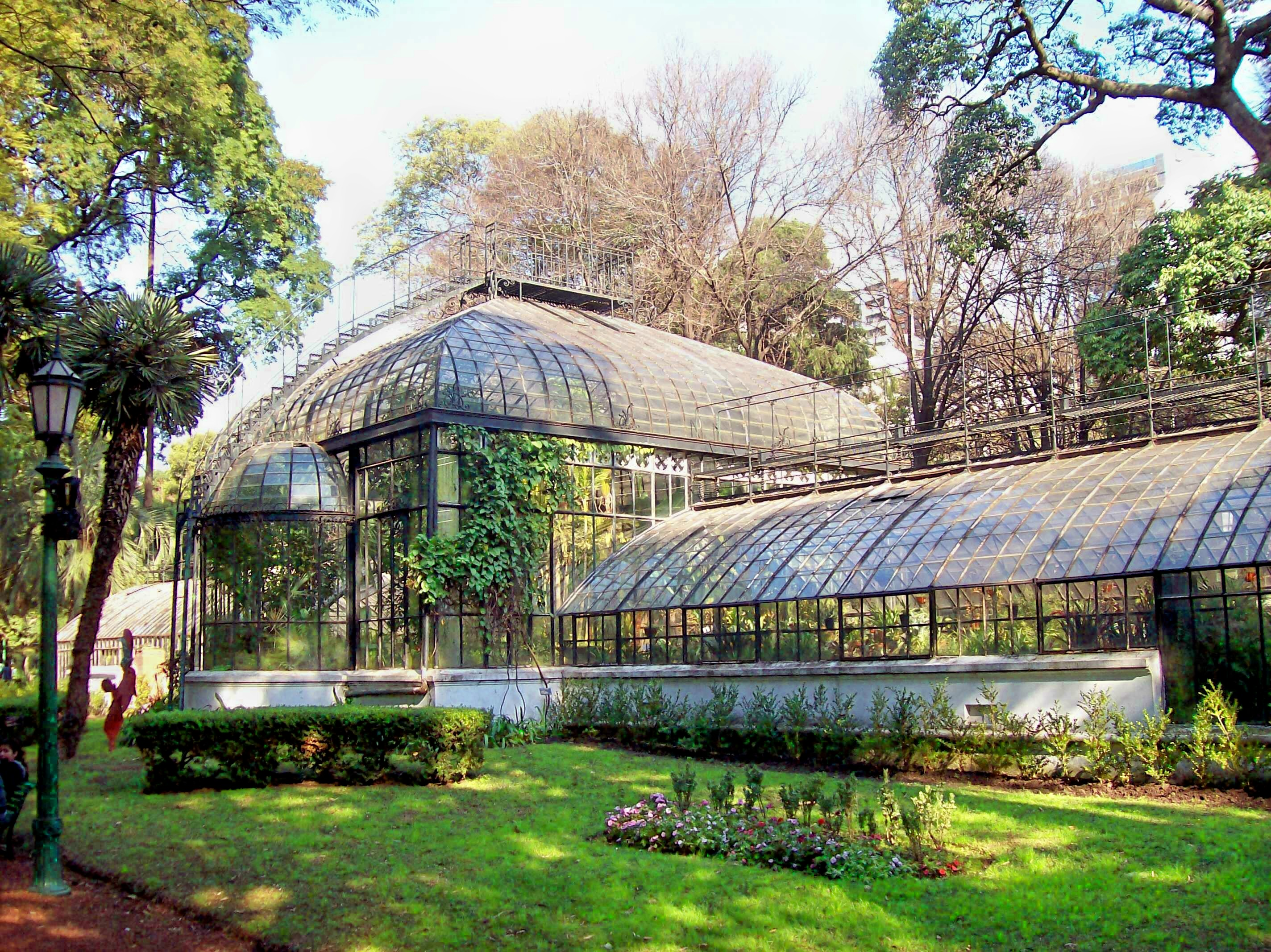
Оранжерея

Розташований у районі  Палермо у північної частині Буенос-Айреса за адресою: авеніда Санта-Фе 3951.
У плані сад має майже трикутну форму і обмежений авенідою Санта-Фе, вулицею Сирійської Арабської Республіки, авенідою Ла-Герасе і площею Італії.
Ботанічний сад має площу 69772 м² (близько 7 га), де росте більше 5500 видів рослин. Сад містить 33 художні роботи, включаючи скульптури, бюсти і монументи. Серед них бронзова копія «Сатурналій» Ернесто Бьондо. Ботанічний сад також включає 5 оранжерей, бібліотеку, ботанічний музей і муніципальну школу садівництва.
Сад поєднує три різних стилі ландшафтної архітектури, серед яких регулярний римський сад ранньої християнської епохи, французький сад і пейзажний парк. Римський сад включає породи дерев, які римський ботанік першого століття Пліній Молодший мав на власній віллі в Апеннінах, у тому числі кипариси, лаври, аканти і троянди. Також тут представлені копії римських статуй, серед яких «Капітолійська вовчиця». Французький сад оформлений у симетричному стилі XVII–XVIII століть. Скульптура представлена копіями римських статуй Венери, богині краси, любові і родючості, і Меркурія, бога торгівлі.
Більша частина території ботанічного саду поділена на тематичні відділи: «Азія», «Океанія», «Європа», «Африка», «Америка» і «Аргентина» (найбільший відділ). У азійському відділі відвідувачі можуть побачити гінкго білоба, криптомерію японську, японську мушмулу звичайну і софору японську, у океанійському — акації, евкаліпти і казуарини, у європейському — дуби, в'язи та горіхи, у африканському — папороті і пальми. В саду присутні також каліфорнійскі секвої і представники флори країн Південного конуса. Різні види рослин систематично впорядковані за таксономічними характеристиками.

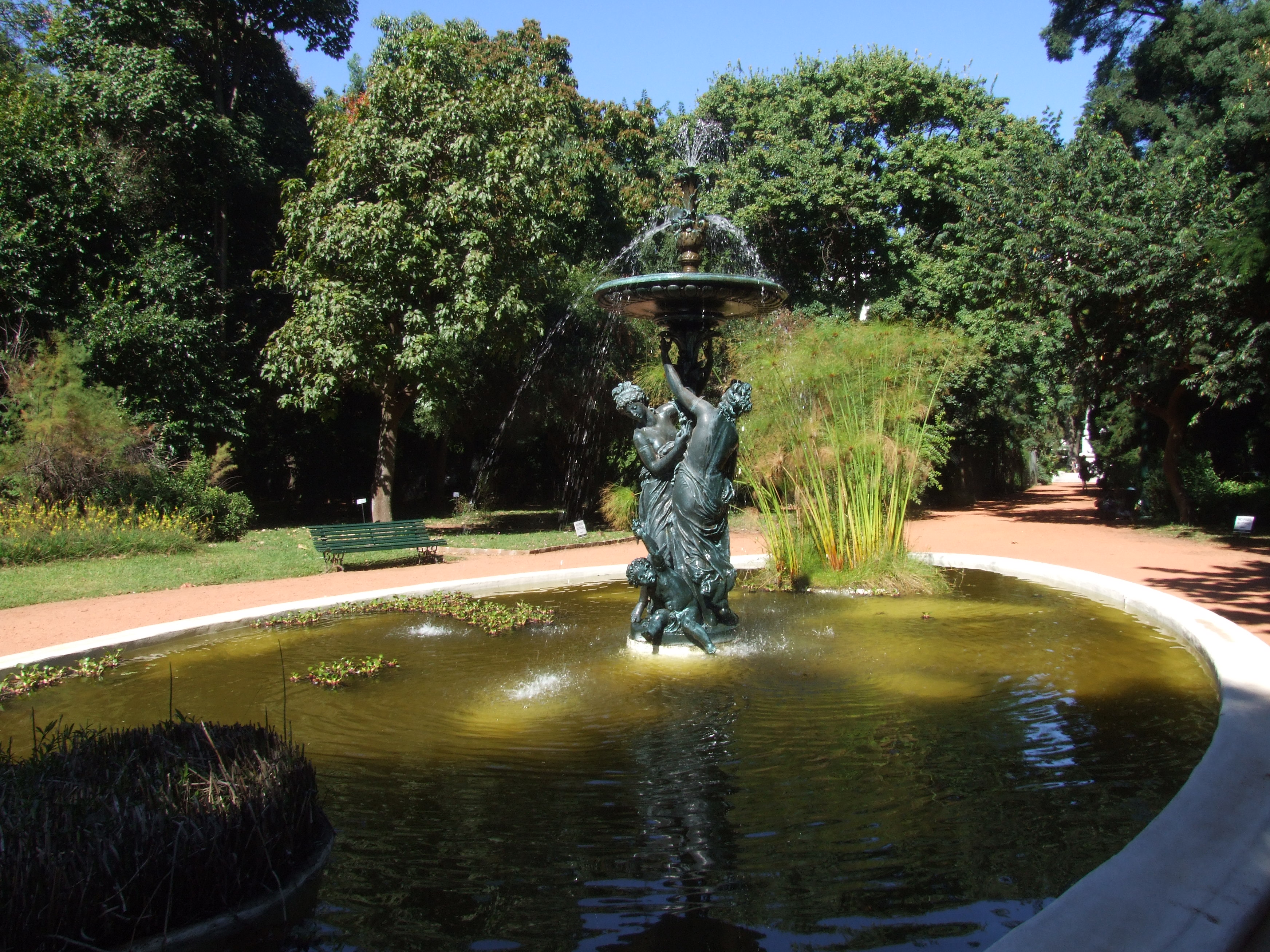
Фонтан
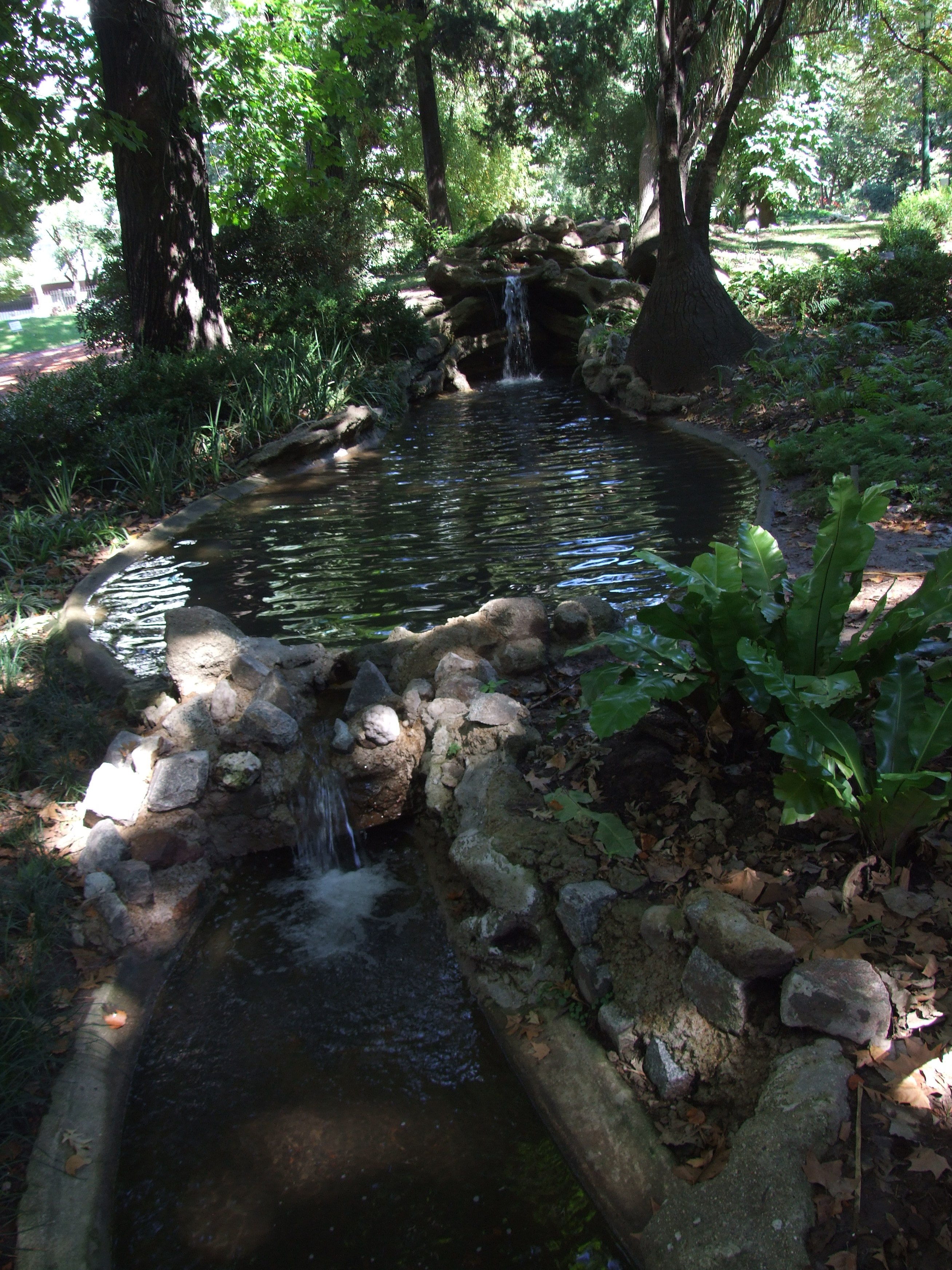
Штучний водоспад
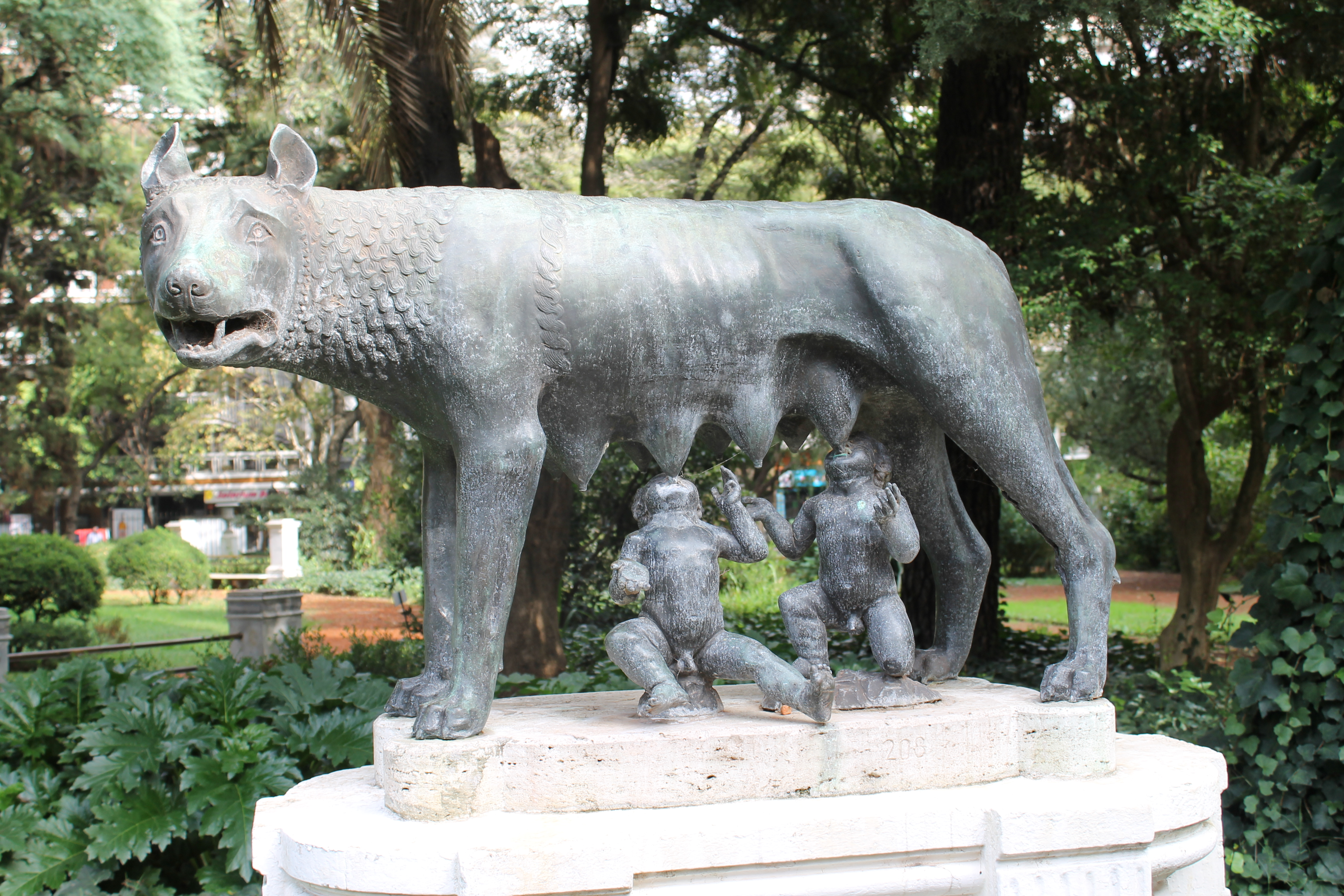
«Капітолійська вовчиця», копія етруської статуї
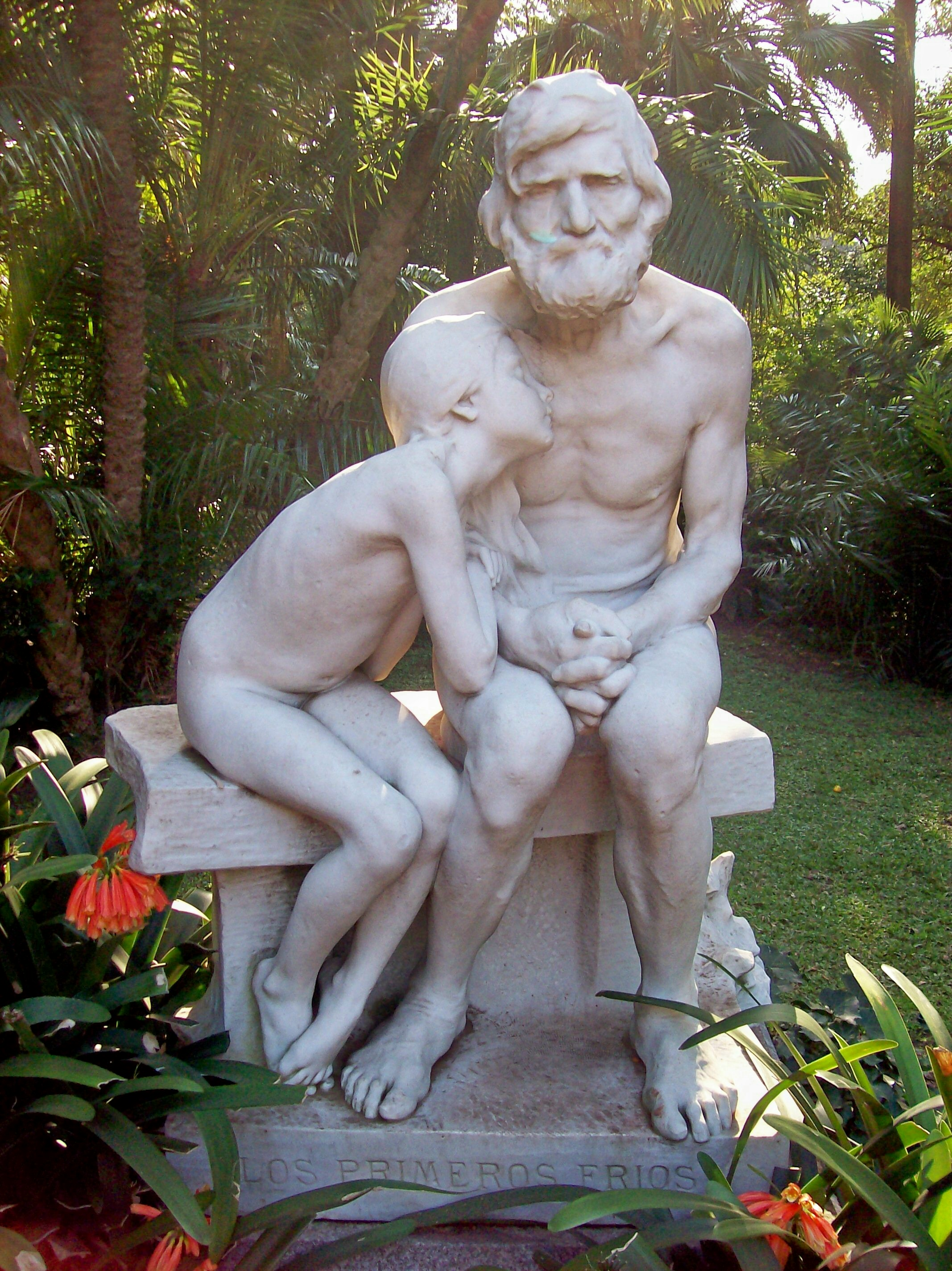
«Перші холоди» (скульптур Мігель Блей Фабрегас)
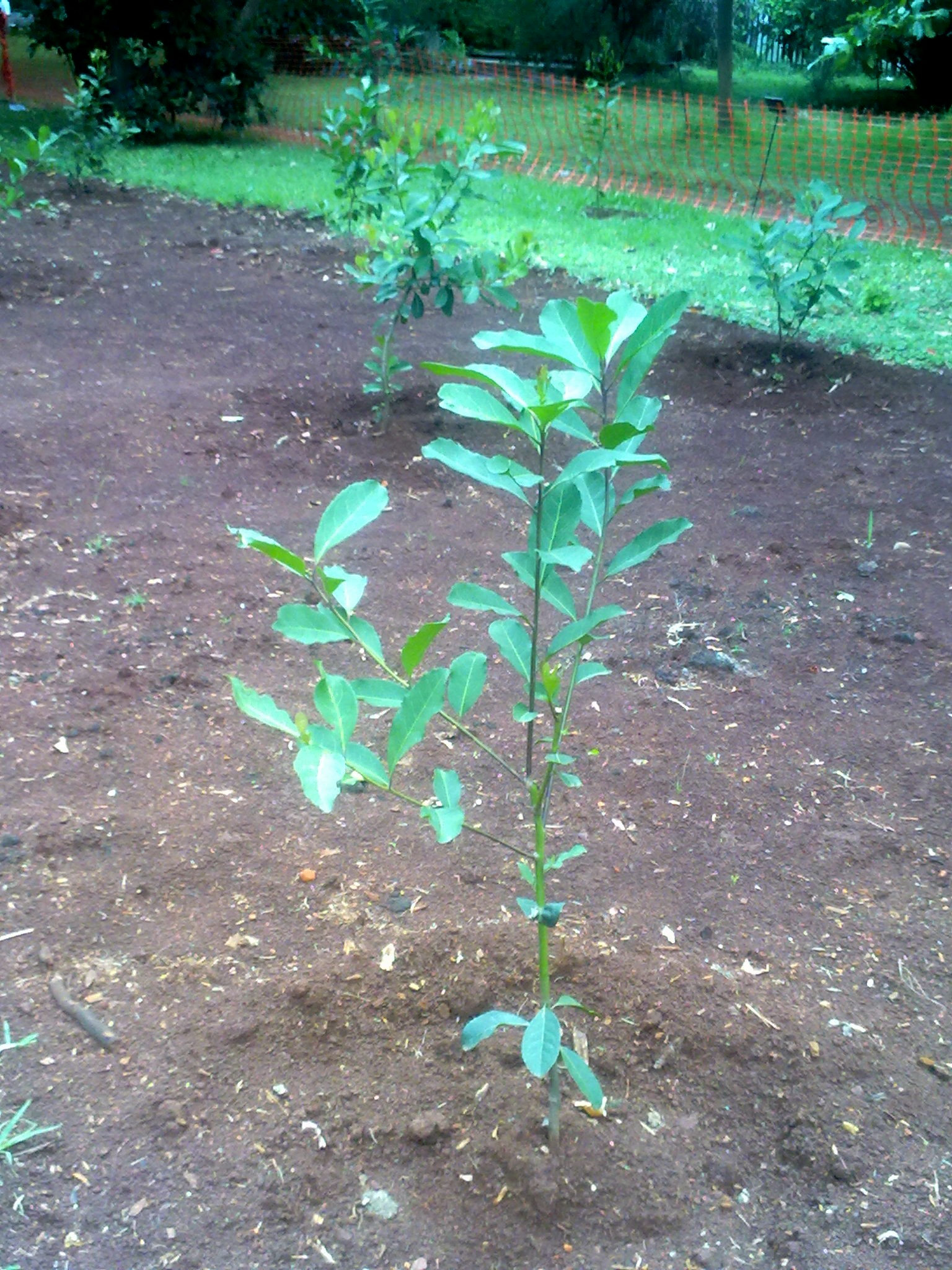
Падуб парагвайський

## Історія
22 лютого 1892 ландшафтний дизайнер французького походження Карлос Тейс вніс до муніципалітету Буенос-Айреса проект створення ботанічного саду акліматизації для наукових, рекреаційних та ландшафтних цілей. Майже 7 га земельних угідь було виділено 2 вересня 1892 року. Ботанічний сад був відкритий 7 вересня 1898 року, з 1996 року має статус Національного історичного пам'ятника Аргентини.
Одною з перших робіт Тейса у ботанічному саду став метод промислового вирощування падубу парагвайського, який використовується для виготовлення мате. Метод був втрачений після вигнання єзуїтів у другій половині XVIII століття. Карлос Тейс зумів проростити насіння падубу парагвайського, коли піддав їх тривалому зануренню у воду при підвищеній температурі. Міністерство сільського господарства Аргентини підтвердило ефективність методу Тейса в Північно-Західному регіоні країни.

## Галерея

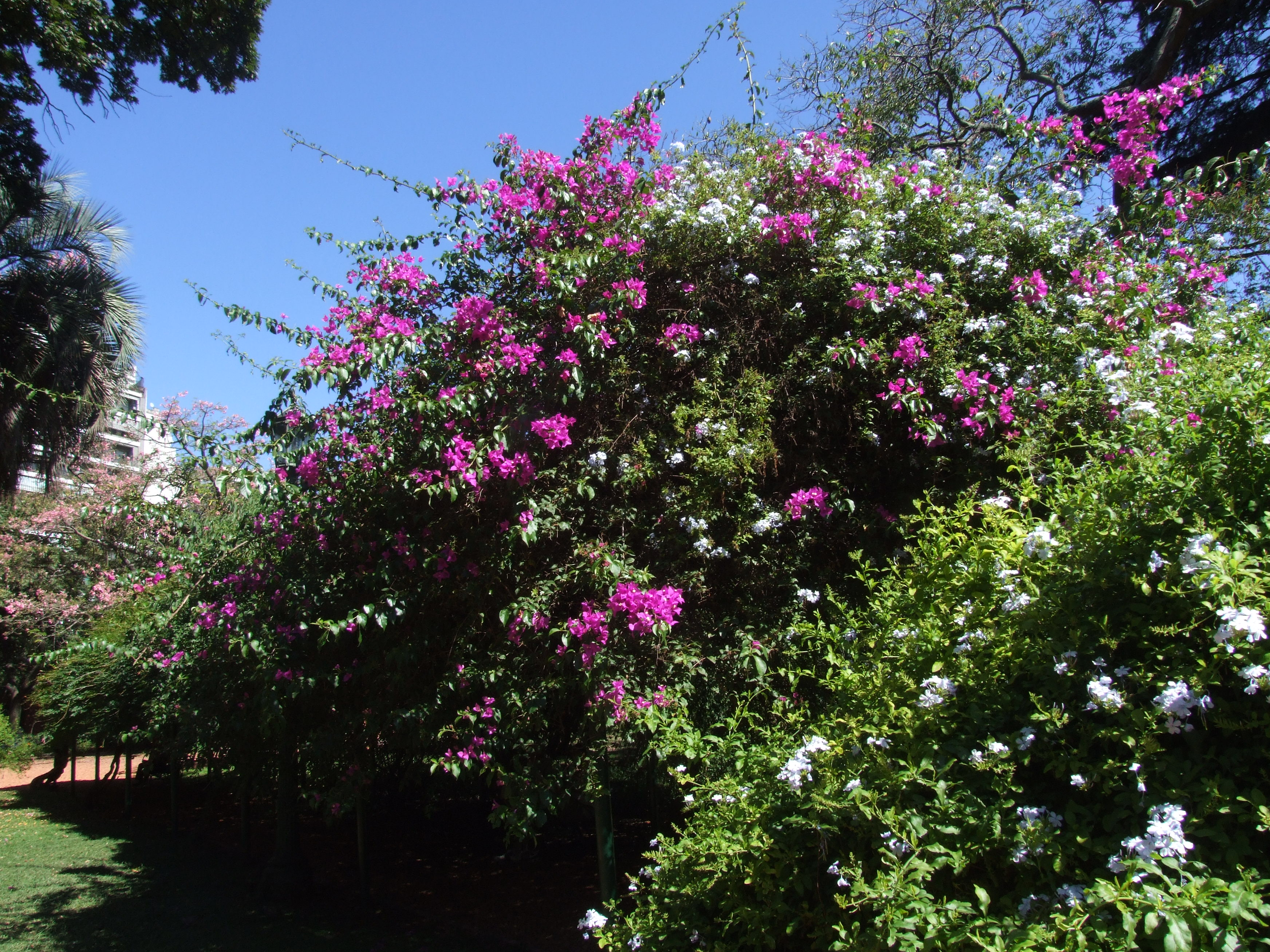
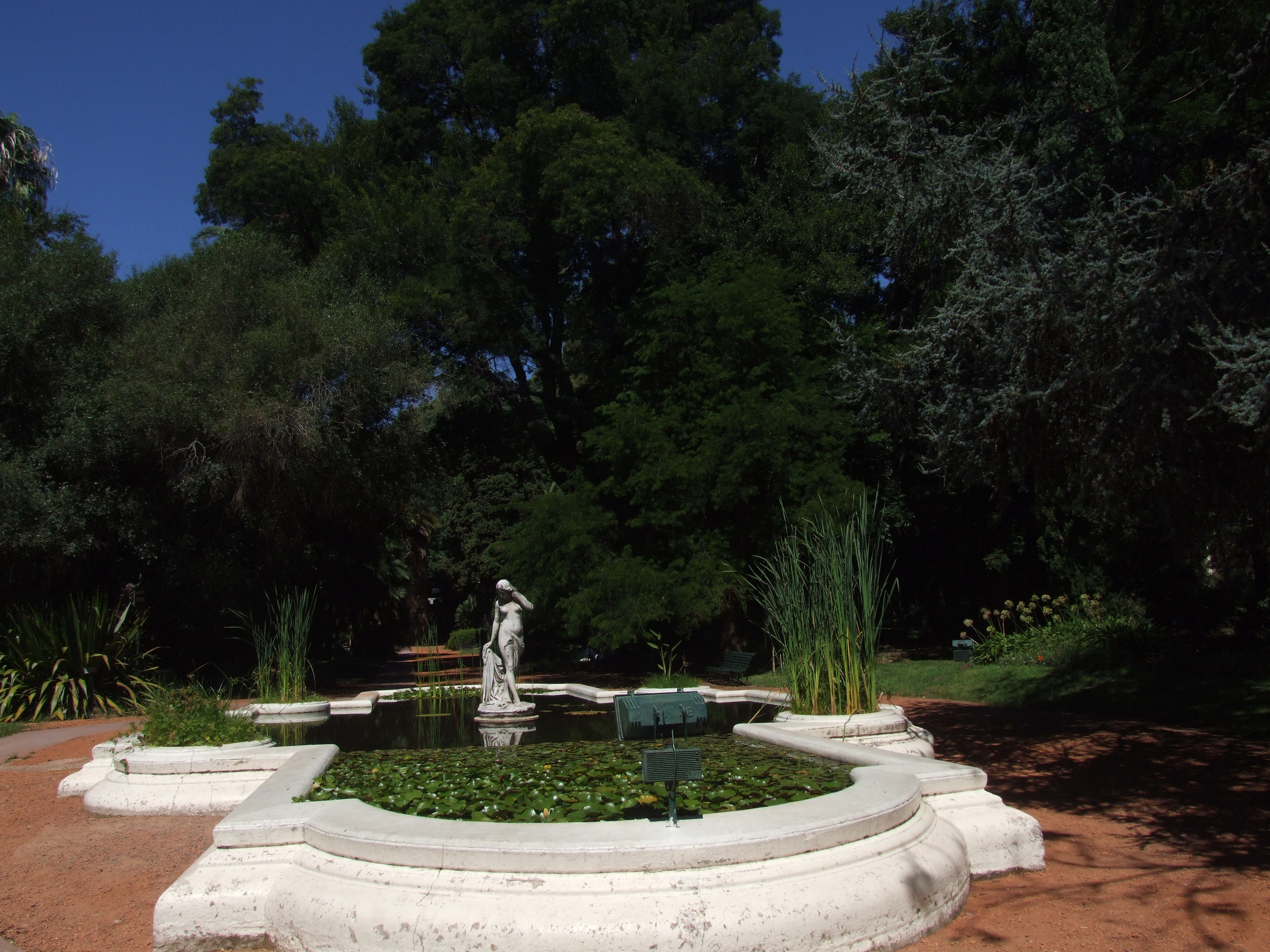
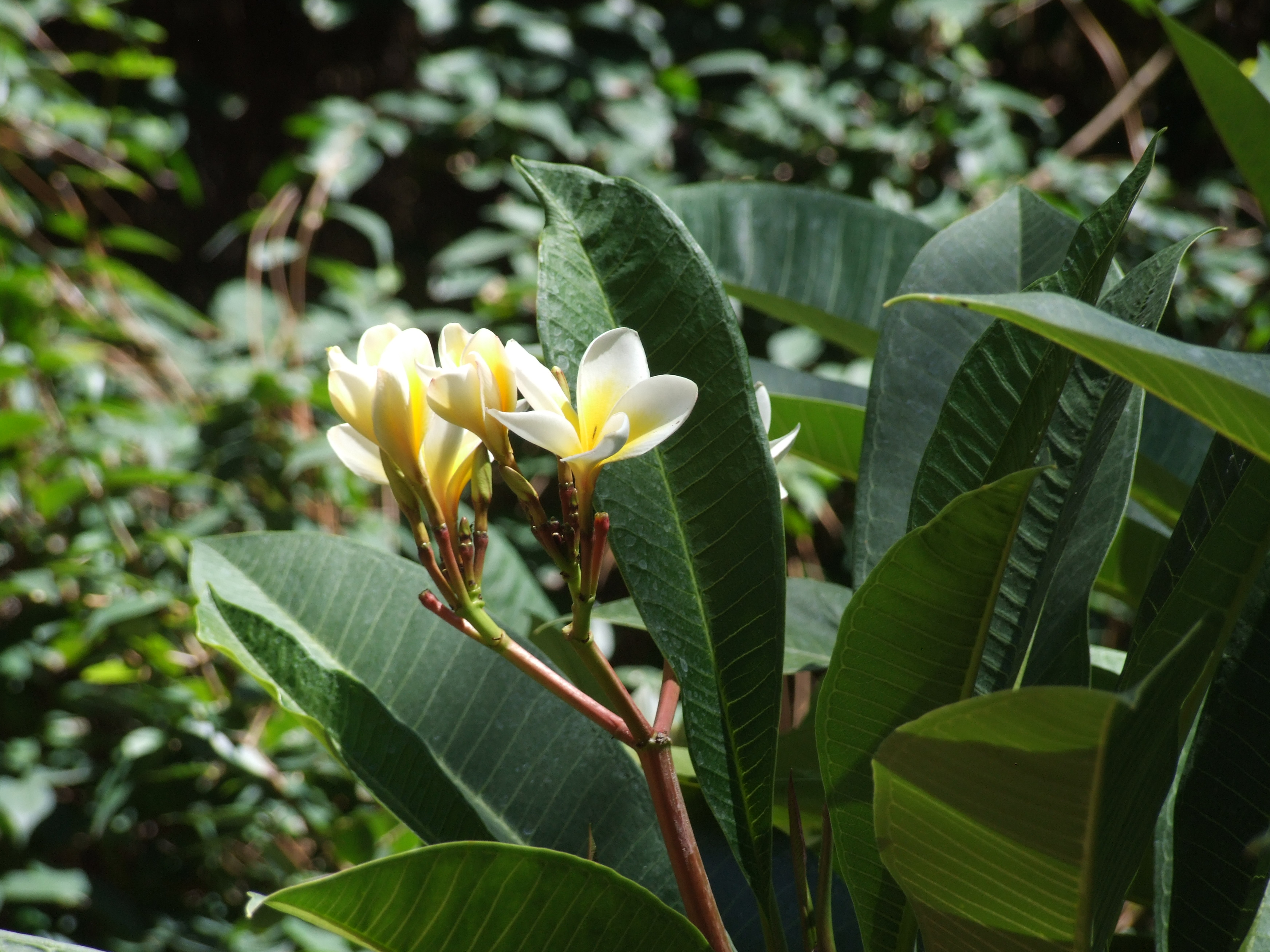
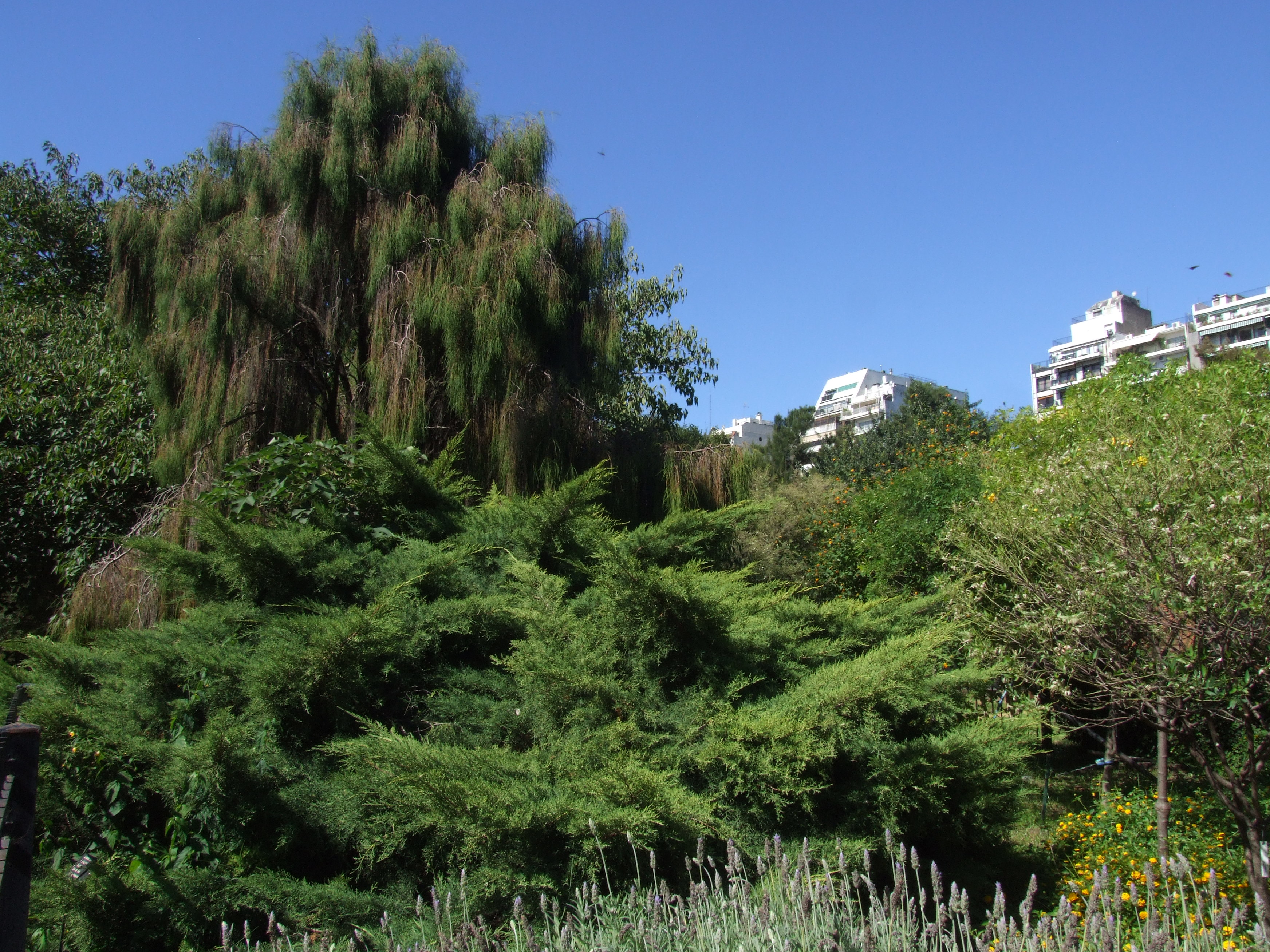
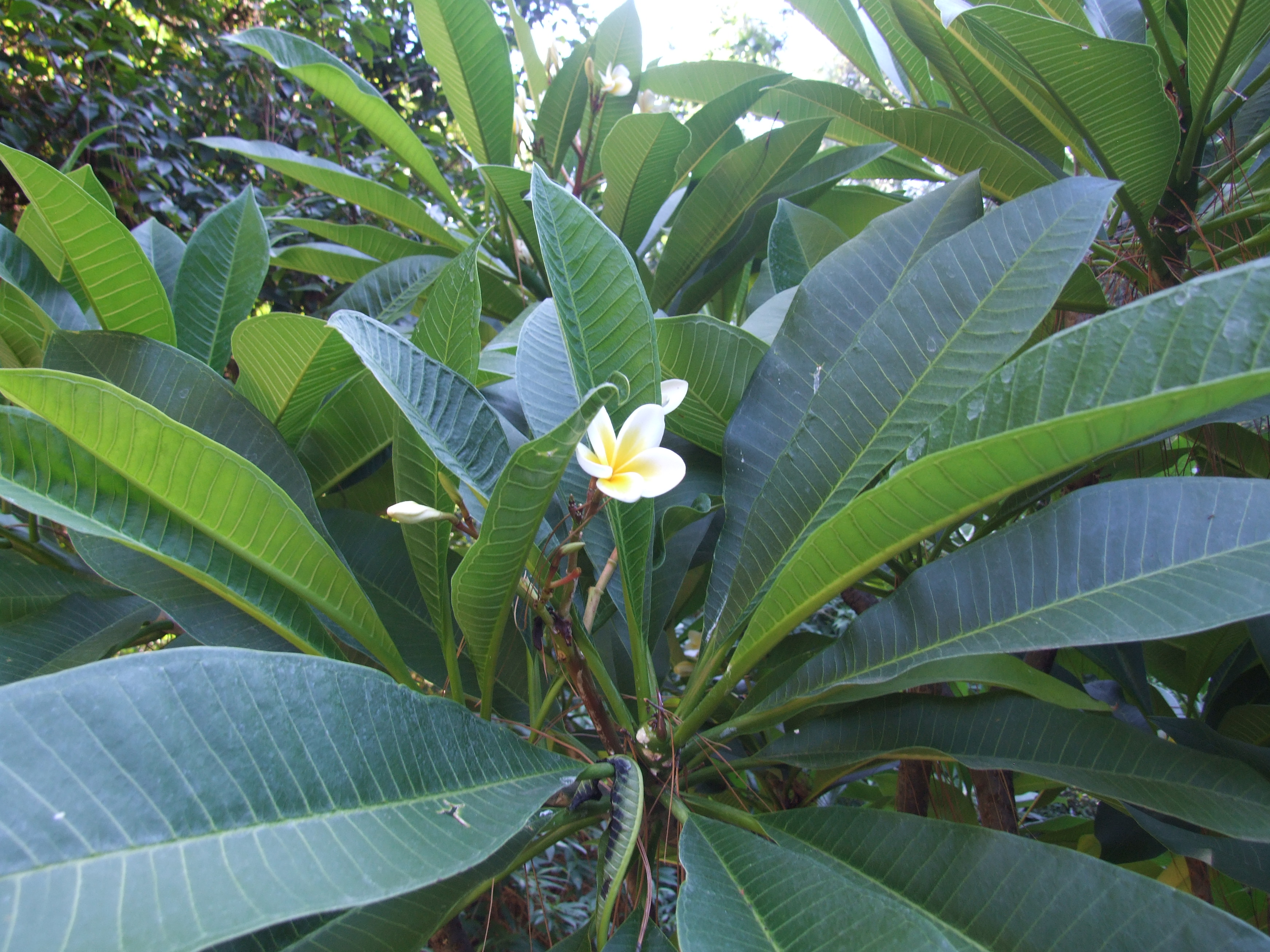
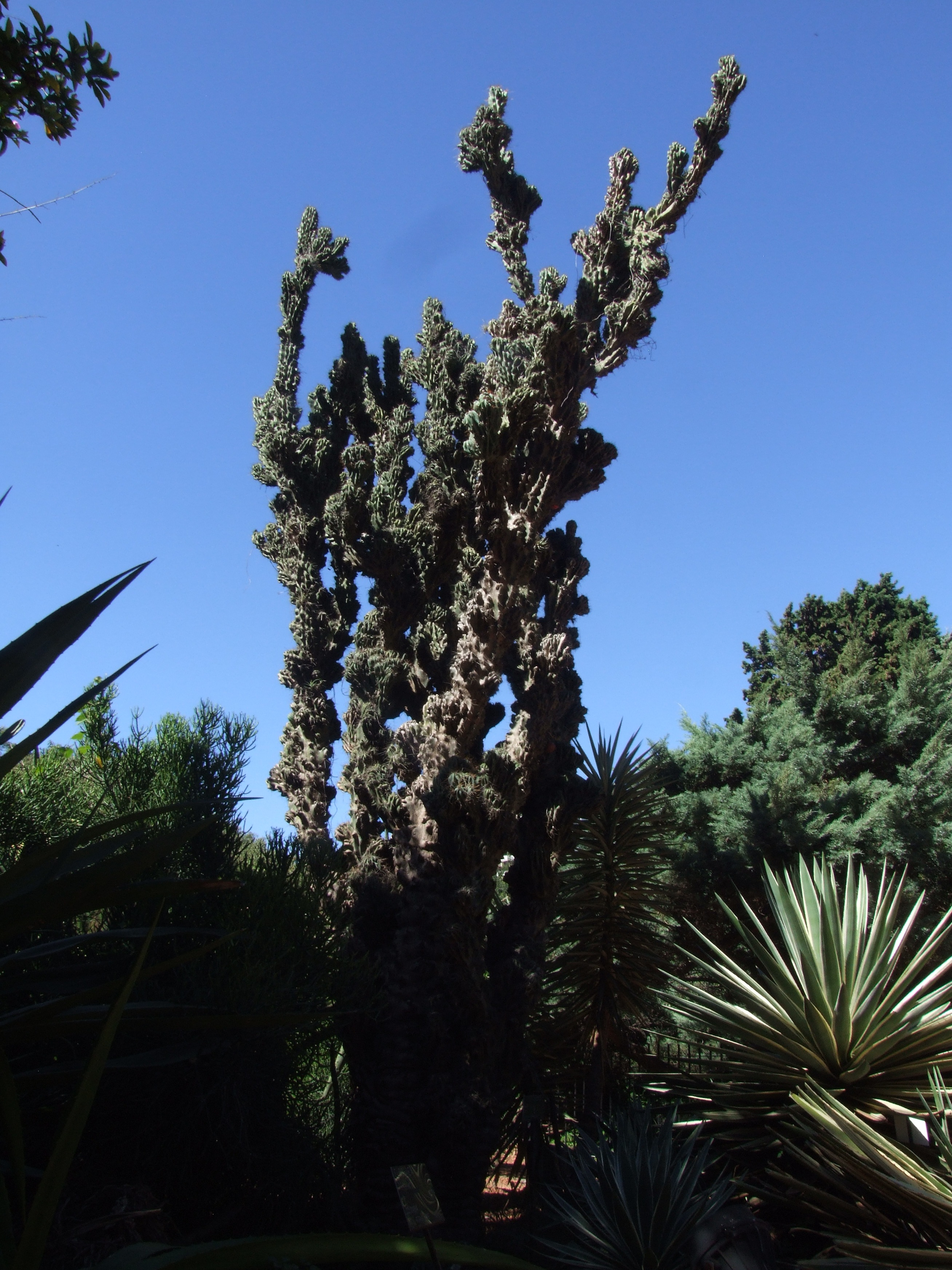
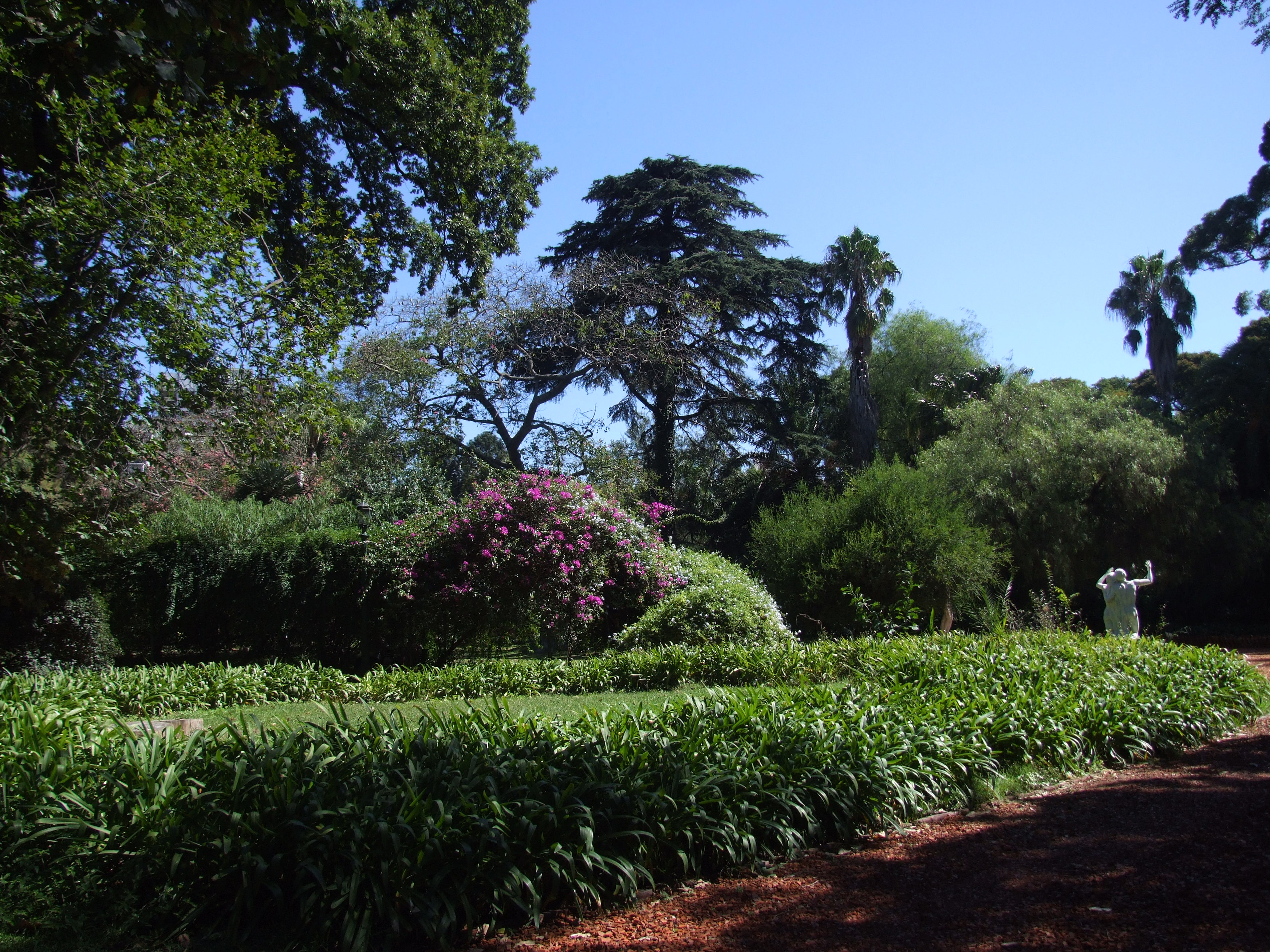
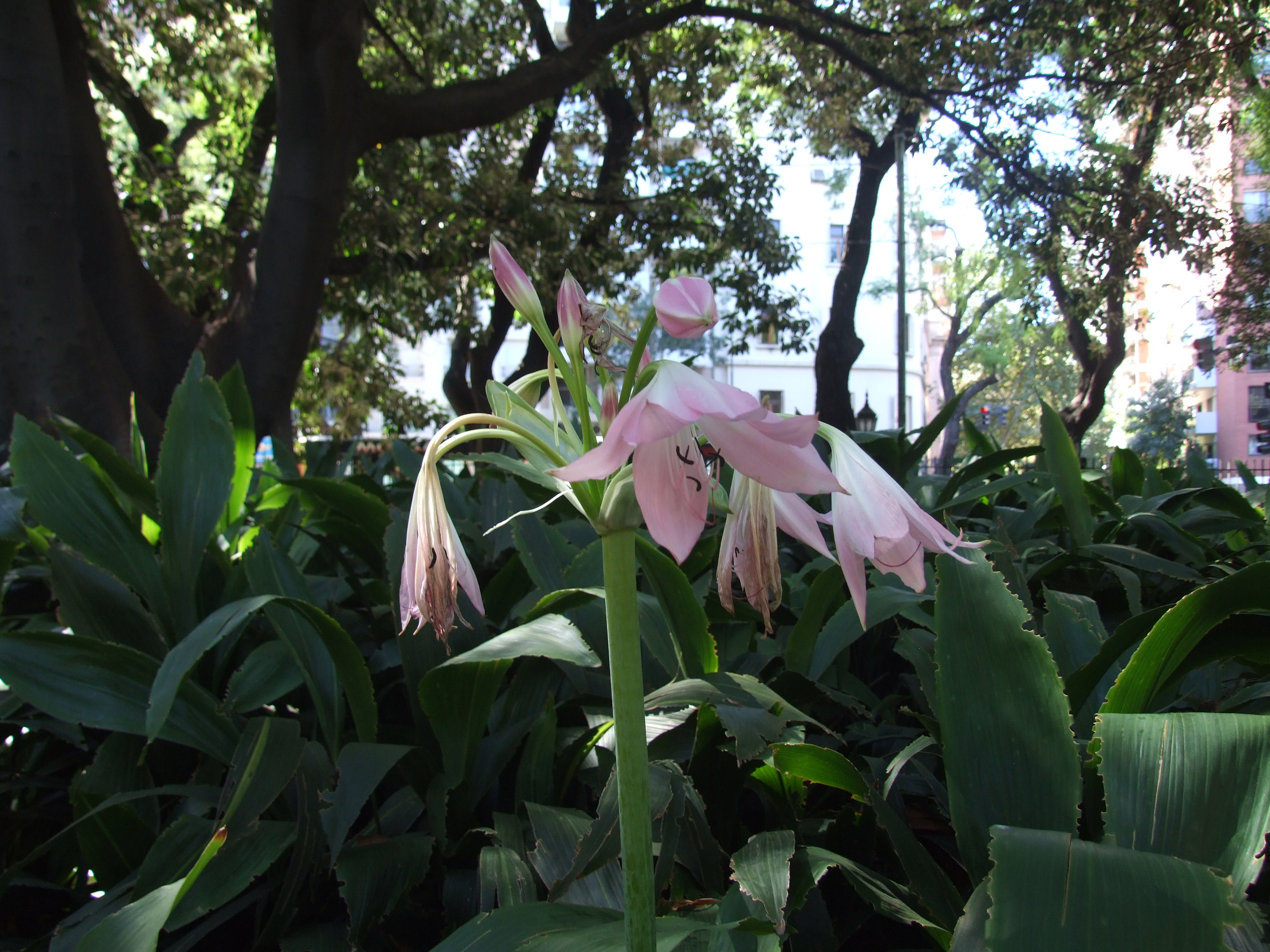
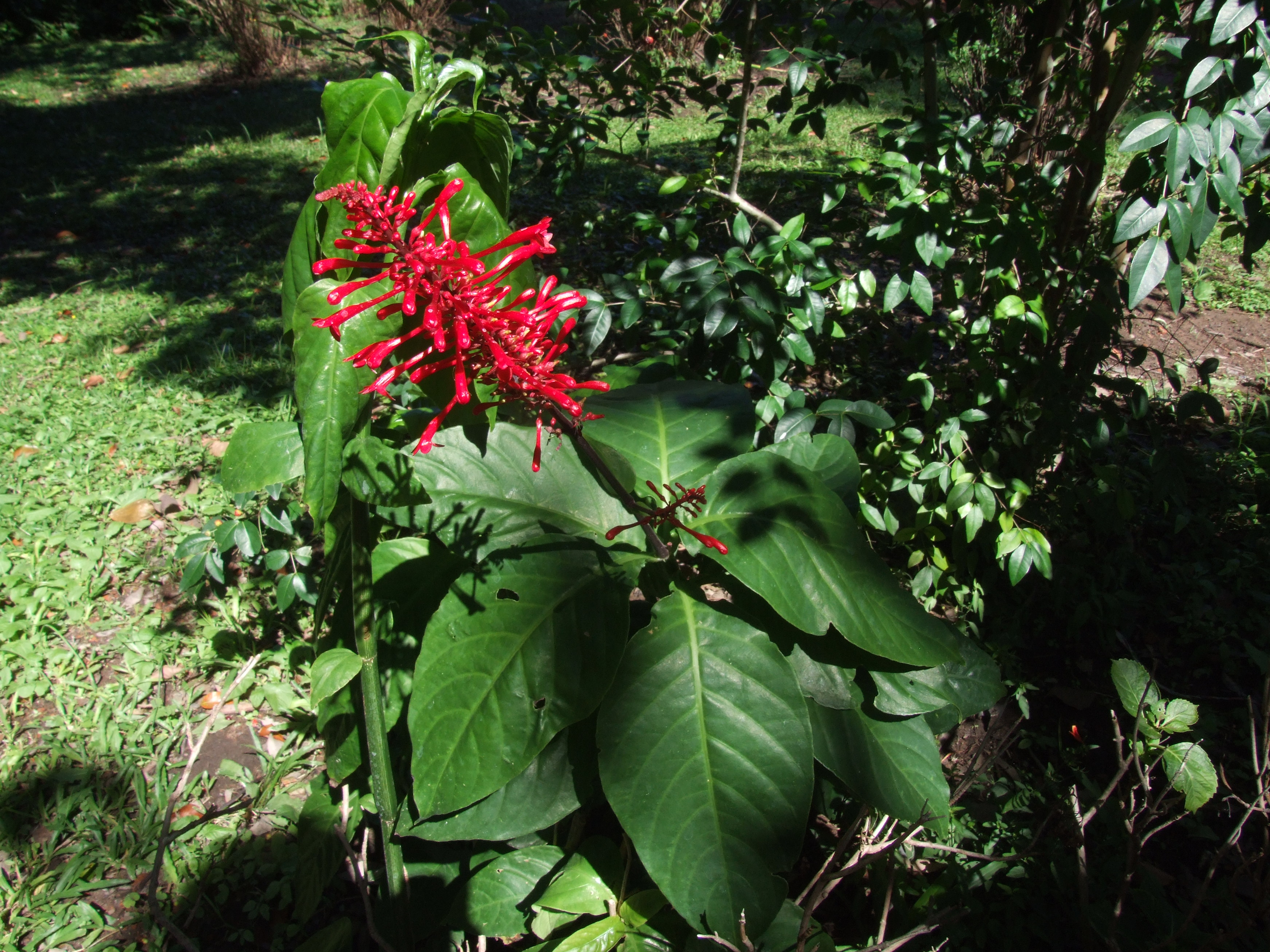

## Графік роботи
Літо:
- 08.00 — 18.45 (вівторок — п'ятниця)
- 09.30 — 18.45 (субота — неділя)
- понеділок — вихідний

Зима:
- 08.00 — 17.45 (вівторок — п'ятниця)
- 09.30 — 17.45 (субота — неділя)
- понеділок — вихідний